# Frédéric Baud
Pour les articles homonymes, voir Baud.
Frédéric Baud, né le 5 février 1975 à Pontarlier (Doubs), est un coureur français du combiné nordique.

## Carrière
Frédéric Baud a remporté à deux reprises la Coupe du monde B, compétition dont il a remporté dix épreuves, ce qui est un record.
Il a également remporté, avec Étienne Gouy et Jérôme Ziglioli, la médaille de bronze par équipes lors de championnats du monde junior de combiné nordique en 1992, à Vuokatti.
En décembre 1993, il fait ses débuts dans la Coupe du monde à Saalfelden, où il se classe douzième. En fin d'année 2000, il signe deux top dix à ce niveau dont une huitième place à Lillehammer. Finalement, il enregistre son meilleur résultat dans l'élite en janvier 2003, arrivant sixième à Chaux-Neuve (Gundersen).
Il prend part aux Jeux olympiques d'hiver de 2002 à Salt Lake City, se classant au mieux 27e en individuel. Dans les Championnats du monde, il compte trois sélections entre 1999 et 2003, obtenant ses meilleurs résultats en 1999 à Ramsau, où il est treizième en individuel et quatrième par équipes.
Il prend sa retraite sportive en 2004, après une saison sans résultat significatif.
Il est entraîneur au sein de l'équipe de France de combiné de 2018 à 2019.
Son fils Mattéo et sa fille Romane sont aussi coureurs de combiné nordique.

## Palmarès

### Jeux olympiques d'hiver
| Épreuve / Édition | Épreuve / Édition | Salt Lake City 2002 |
| Individuel        | Individuel        | 37e                 |
| Sprint            | Sprint            | 27e                 |
| Par équipes       | Par équipes       | 6e                  |

### Championnats du monde
| Épreuve / Édition | Épreuve / Édition | Ramsau 1999 | Lahti 2001 | Val di Fiemme 2003 |
| Individuel        | Individuel        | 13e         | 20e        | 21e                |
| Sprint            | Sprint            | 22e         | 26e        |                    |
| Par équipes       | Par équipes       | 4e          | 9e         |                    |

### Coupe du monde
- 3 top dix.

#### Classement par année
- 1994: 53e
- 1996: 37e
- 1997: 52e
- 1999: 34e
- 2001: 24e
- 2002: 44e
- 2003: 32e

### Coupe du monde B

#### Classement par année
- 1992: 25e
- 1993: 12e
- 1994: 19e
- 1995: 14e
- 1997: 1er
- 1998: 4e
- 2000: 1er
- 2003: -
- 2004: 92e

#### Podiums
| No  | Date             | Lieu           | Épreuve              | Classement | Vainqueur           |
| --- | ---------------- | -------------- | -------------------- | ---------- | ------------------- |
| 1.  | 14 mars 1993     | Chaux-Neuve    | Gundersen K90/15 km  | 3e         | Sylvain Guillaume   |
| 2.  | 2 mars 1997      | Courchevel     | Gundersen K90/15 km  | 1er        | -                   |
| 3.  | 18 mars 1997     | Zakopane       | Sprint K120/7.5 km   | 1er        | -                   |
| 4.  | 7 janvier 1998   | Klingenthal    | Sprint K80/7.5 km    | 2e         | Lars Andreas Østvik |
| 5.  | 13 mars 1998     | Štrbské Pleso  | Gundersen K115/15 km | 3e         | Jean-Yves Cuendet   |
| 6.  | 20 décembre 1998 | Otepää         | Sprint K70/15 km     | 1er        | -                   |
| 7.  | 27 février 2000  | Baiersbronn    | Gundersen K90/15 km  | 1er        | -                   |
| 8.  | 17 mars 2000     | Chamonix       | Gundersen K90/15 km  | 2e         | Kevin Arnould       |
| 9.  | 18 mars 2000     | Chamonix       | Gundersen K90/15 km  | 1er        | -                   |
| 10. | 6 janvier 2002   | Klingenthal    | Gundersen K120/15 km | 1er        | -                   |
| 11. | 13 janvier 2002  | Baiersbronn    | Sprint K90/7.5 km    | 1er        | -                   |
| 12. | 18 janvier 2002  | Saalfelden     | Sprint K90/7.5 km    | 1er        | -                   |
| 13. | 7 janvier 2002   | Štrbské Pleso  | Sprint K90/7.5 km    | 1er        | -                   |
| 14. | 19 janvier 2003  | Oberwiesenthal | Sprint K95/7.5 km    | 1er        | -                   |

### Championnat de France
- Il a terminé 2e du Championnat de France de combiné nordique en 2001.